# Свод законов Кайхуан
Свод законов Кайхуан Кайхуан люй 開皇律 583 н.э. — важный этап в истории юриспруденции в Китае, продукт судебной реформы императора Вэнь-ди (годы правления 581-684) династии Суй (581-619). Кодекс Кайхуан стал основой судебного делопроизводства всего последующего имперского периода.
Кайхуан — эра правления Вэнь-ди, начавшаяся в 581 г. Указом императора, комиссия из 19 человек приступила к изучению законодательства предыдущих династий: Вэй; Цзинь, 265-420; Лян, 502-557; Ци,  550-577 (zh:北齐律). В тот же год был создан новый свод законов, однако в 583 поступил мемориал, рекомендующий послабление строгости действующей системы. Последовавший пересмотр привёл к созданию облегченного варианта, надолго утвердившегося в имперской истории.
Заметным изменением стал переосмотр пяти наказаний древности: они были заменены на менее жестокие.
Следующим этапом развития правовой системы стало создание кодекса Тан вскоре после основания династии-преемницы, Суй.